# Rahimo FC
El Rahimo FC es un equipo de fútbol de Burkina Faso que juega en la Segunda División de Burkina Faso, la segunda categoría de fútbol en el país.

## Historia
Fue fundado en el año 2012 en la ciudad de Bobo-Dioulasso por Rahim Ouédraogo, futbolista retirado que jugó para la selección nacional y que internacionalmente jugó en países como Países Bajos, Turquía y Grecia. Originalmente el club inició como una escuela de fútbol formadora de jugadores, pero en la temporada 2015/16 ingresa a la segunda división nacional, donde gana el grupo B y logra el ascenso a la Primera División de Burkina Faso para la temporada 2016/17.
En su año de debut termina en tercer lugar de la liga, pero su mayor logro llegó en la temporada 2018/19 en la que salió campeón nacional por primera vez, así como la copa nacional.
En 2019 juega su primer torneo internacional cuando clasificó a la Liga de Campeones de la CAF 2019-20 donde es eliminado en la ronda preliminar por el Enyimba FC de Nigeria.

## Palmarés
- Primera División de Burkina Faso: 2

2018-19, 2024-25
- Segunda División de Burkina Faso: 1

2015-16
- Copa de Burkina Faso: 2

2019, 2025

## Participación en competiciones de la CAF
| Temporada | Torneo                      | Ronda      | Club       | Casa | Visita | Global |
| --------- | --------------------------- | ---------- | ---------- | ---- | ------ | ------ |
| 2019/20   | Liga de Campeones de la CAF | Preliminar | Enyimba FC | 1-0  | 0-5    | 1-5    |
| 2020/21   | Liga de Campeones de la CAF | Preliminar | Enyimba FC | 0-1  | 1-1    | 1-2    |